# Luscinia
Luscinia is een geslacht van zangvogels uit de familie vliegenvangers (Muscicapidae).

## Naamgeving
De geslachtsnaam Luscinia is in 1817 geïntroduceerd door de Engelse natuuronderzoeker Thomas Ignatius Maria Forster. Luscinia of Luscinius is Latijn voor nachtegaal. Niet alle soorten die in dit geslacht zijn geplaatst, dragen de Nederlandse naam nachtegaal. Omgekeerd zijn er rond de 15 vogelsoorten met "nachtegaal" in hun naam zonder de geslachtsnaam Luscinia. Vogelsoorten als nachtegaalstruiksluiper (Sericornis magnirostra), nachtegaalkarekiet (Acrocephalus luscinius), Japanse nachtegaal (Leiothrix lutea) en nachtegaalwinterkoning (Microcerculus marginatus) behoren tot totaal andere families. De Nederlandse naam suggereert alleen overeenstemming met de uitbundige zang van de nachtegaal.
Anders is het gesteld met een aantal soorten die nachtegaal heten, maar dan op grond van verwantschap (fylogenetisch). De soorten uit het geslacht Calliope, zoals de roodkeelnachtegaal (C. calliope), zijn ooit in het geslacht Luscinia geplaatst. Hetzelfde geldt voor soorten als de oranje nachtegaal (Larvivora brunnea) die tot in 2013 op de IOC World Bird List als Luscinia brunnea stond, samen met de andere soorten uit het geslacht Larvivora. Die herplaatsing was op grond van fylogenetisch onderzoek, gepubliceerd in 2010, aan het DNA van een grote groep zangvogels uit de familie van de vliegenvangers. Uit dit onderzoek bleek ook de nauwe verwantschap tussen de nachtegaal en de blauwborst die daardoor in hetzelfde geslacht zijn geplaatst.

## Soorten
Het geslacht kent de volgende soorten:
- Luscinia luscinia  – Noordse nachtegaal
- Luscinia megarhynchos  – Nachtegaal
- Luscinia phaenicuroides  – Witbuikroodstaart
- Luscinia svecica  – Blauwborst